# レコルダティ
レコルダティ（Recordati, 正式社名はRecordati Industria Chimica e Farmaceutica S.p.A.）は、イタリア・ミラノに本社を置く医薬品メーカー。世界30カ国以上に現地法人を持ち、150カ国で製品を販売している。イタリア証券取引所上場企業（BIT: REC）。

## 沿革
エミリア＝ロマーニャ州のコッレッジョの実家の薬局に隣接するラボラトリに勤務していたジョヴァンニ・レコルダティ（Giovanni Recordati）は、1926年に独立してLaboratorio Farmacologico Reggianoを設立し、慢性疾患に焦点を当てた医薬品の製造に着手した。創業者の没後は長男のArrigo Recordatiが継ぎ、1953年に本部をミラノに移転、1961年にアメリカ合衆国のSyntex Laboratories, Inc.の医薬品のライセンス生産を受注、1963年にラツィオ州のカンポヴェルデ（Campoverde）に工場を開設、1984年に株式上場企業となった。
1995年に初の海外法人をスペインに設立、1999年にフランスのDoms Adrianを買収、2000年にはフランスのBoucharaを買収し傘下に加え、2005年にドイツ・イギリスなどに現地法人を設立した。
1990年に設立され、希少疾患に特化した、フランス・パリに本拠を置くOrphan Europeを2007年に買収、Orphan Europeはレコルダティ・レア・ディジーズ（Recordati Rare Diseases）となり、2012年には希少疾患部門をもってアメリカ市場に参入、デンマークのルンドベックがアメリカで販売する希少疾患を中心とする医薬品のポートフォリオの全権利を取得した。希少疾患向け医薬品はレコルダティの売上の約3分の1に成長した。
国別の売上では、アメリカ合衆国、イタリア、フランス、スペイン、ドイツなどが上位にある。

## 日本法人
日本法人のレコルダティ・レア・ディジーズ・ジャパン株式会社（Recordati Rare Diseases Japan K.K.）は2018年10月から事業を開始、カーバグル、ジャクスタピッド、シグニフォーなど、希少疾患向け医薬品の販売を行っている。本社を東京（港区）に置く。